# Trans-Atlantische telegraafkabel

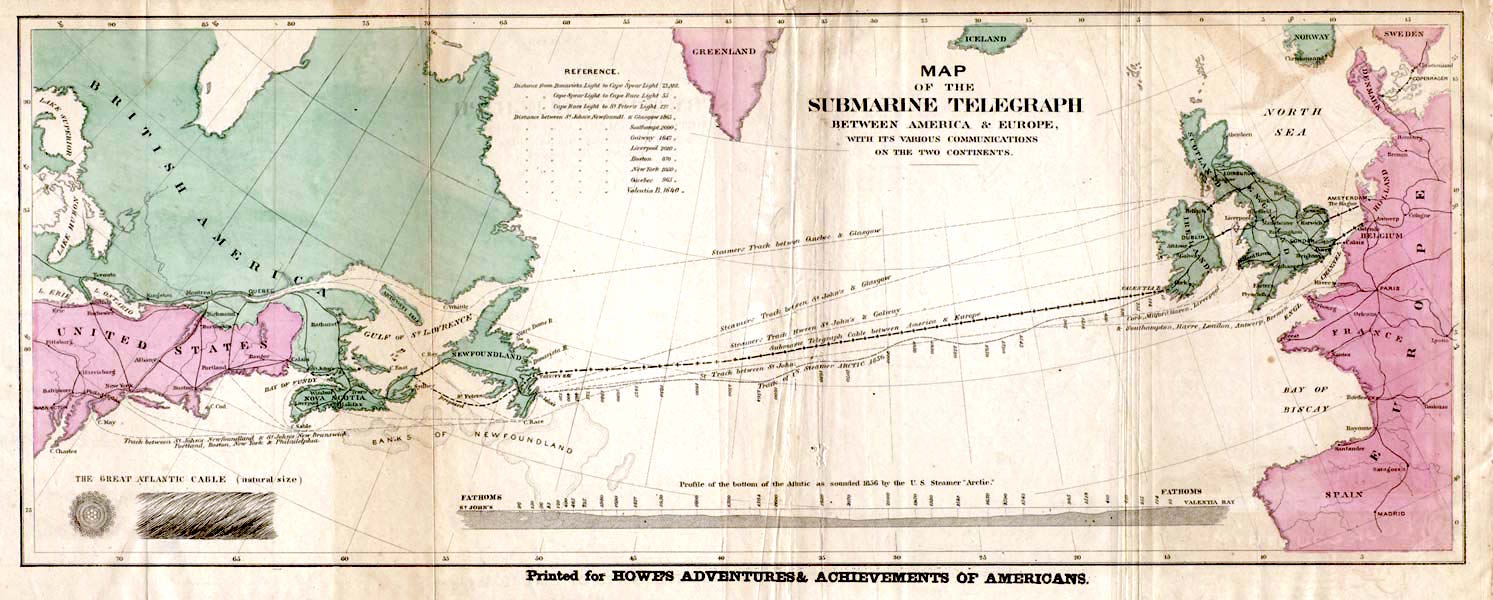
Kaart met locatie van de kabel.

De trans-Atlantische telegraafkabel is een kabel die Europa via de Atlantische Oceaan met Noord-Amerika verbindt. De aanleg van de kabel tussen het West-Ierse eiland Valentia met het Newfoundlandse dorpje Heart's Content werd voltooid in 1866. Met deze kabel kon men via morsecode binnen enkele minuten tussen Europa en Noord-Amerika communiceren.
Tussen 1857 en 1866 vonden er drie mislukte pogingen plaats tot het leggen van deze kabels. Pas nadat in 1866 het legendarische stoomschip Great Eastern tot kabellegger was omgebouwd werd het project een succes. Toch bleef dit een lastig project; omdat rubber nog erg nieuw en duur was, gebruikte men alleen maar guttapercha om de kabels te bekleden. De operatie trok over heel de wereld veel aandacht.

## Oorsprong van het idee
Nadat de Britten William Fothergill Cooke en Charles Wheatstone de eerste commerciële telegrafieverbinding in 1839 tot stand hadden gebracht nam telegrafie in de tweede helft van de negentiende eeuw een grote vlucht voorwaarts. Ondanks de hoge aanlegkosten was de tijdwinst enorm. Deden berichten verstuurd met de postkoets er dagen over, met de telegraaf was het bericht binnen enkele minuten verstuurd naar de ander kant van het land. Bij de zee en de oceaan stopte die hoge snelheid echter. Een brief van Engeland naar de Verenigde Staten deed er zelfs per stoomschip nog steeds anderhalf week over.
Reeds in 1840 voorzag de Amerikaanse telegraafpionier Samuel Morse de mogelijkheid om een kabel dwars door de Atlantische Oceaan te leggen. In de jaren daarop begonnen diverse technici met onderzeese kabels te experimenteren en kennis op te bouwen. Dit leidde in 1850 tot de aanleg van de eerste telegrafiekabel over het Kanaal tussen Engeland en Frankrijk. De afstand van het Kanaal (34 km) is echter niets vergeleken met die van de Atlantische Oceaan (3800 km).
In datzelfde jaar stelde bisschop John Thomas Mullock, hoofd van het rooms-katholieke Bisdom Newfoundland, voor om een telegrafielijn door de wouden aan te leggen van St. John's naar Cape Ray en vanaf daar kabels naar Nova Scotia via de Saint Lawrencebaai. Rond dezelfde tijd werd een vergelijkbaar plan bedacht door Frederick Newton Gisborne, telegraafbeambte uit Nova Scotia. In de zomer van 1851 verkreeg hij een subsidie van de wetgevende macht van de Kolonie Newfoundland en na de oprichting van een bedrijf begon hij aan de bouw van de landlijn. Zijn bedrijf ging in 1853 echter failliet. Zelf werd hij gearresteerd voor de schuld en verloor alles.
Het jaar daarop kwam hij in contact met de rijke Amerikaanse zakenman Cyrus West Field, die wel wat in de plannen van Gisborne zag om de telegrafielijn naar Newfoundland door te trekken over de Atlantische Oceaan naar Europa. Ook omdat Newfoundland 1000 km dichter bij Europa lag dan New York. Field was een leek op het gebied van onderzeese kabels en diepe zeeën. Daarom raadpleegde hij zowel Morse als luitenant Matthew Fontaine Maury, een autoriteit in de oceanografie. Field nam Gisborne's plannen over als een eerste stap in de richting van zijn uiteindelijke doel, stichtte de New York, Newfoundland and London Telegraph Company en ging op zoek naar steun om een telegrafielijn tussen Noord-Amerika en Europa mogelijk te maken.

## Telegraafkabel van 1858

### Van St. John's naar Nova Scotia

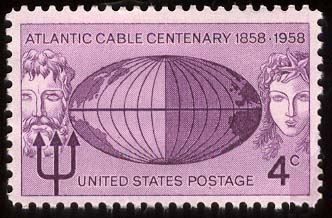
Amerikaanse herdenkingspostzegel

De eerste stap was het voltooien van de lijn tussen St. John's en Nova Scotia. In 1855 werd een eerste poging ondernomen om een kabel te leggen over de Straat Cabot in de Saint Lawrencebaai. Halverwege stak een harde wind op en om te voorkomen dat het schip zou zinken werd de kabel doorgesneden. Een jaar later werd de kabel succesvol aangelegd.
Field richtte zijn inspanning daarna op het trans-Atlantische gedeelte, met de Brit Charles Tilston Bright als hoofdtechnicus. Een speciale verkenningsreis werd ondernomen langs de voorgestelde route van Newfoundland naar Ierland — de kortste afstand tussen Noord-Amerika en Europa — en die leidde tot de conclusie dat de aanleg mogelijk was. Kapitaal hiervoor werd bijeengebracht aan zowel Amerikaanse als Britse zijde met de verkoop van aandelen in de Atlantic Telegraph Company. Van het benodigde kapitaal, het toen astronomische bedrag van 350.000 pond, werd een kwart door Field zelf ingebracht.
Naast Bright werd ook William Thomson (de latere Lord Kelvin) als adviseur bij het project betrokken. Aan de hand van een wiskundige onderbouwing gaf hij aan dat hoe langer de kabel, des te zwakker het signaal wordt. Thomson raadde daarom aan om betere materialen en een grotere doorsnede te gebruiken. Echter Wildman Whitehouse, een Engelse arts die door de Atlantic Telegraph Company was aangenomen als hoofd elektrotechniek, dacht dat het probleem afdoende kon worden opgelost als hij voldoende hoge spanningen gebruikte.

### Leggen van de kabel
De telegraafkabel bestond uit zeven koperdraden, elk met een gewicht van 26 kg/km, bedekt met drie lagen guttapercha (gewicht van 64 kg/km) en omwikkeld met geteerde hennep. Hier overheen werd, in een gesloten spiraal, een afdeklaag van achttien strengen, ieder bestaand uit zeven geteerde ijzerdraden, aangebracht, die de kabel moest beschermen tegen beschadigingen. Het geheel woog bijna 550 kg/km, maar was desondanks relatief flexibel en kon een trekkracht weerstaan van enkele tonnen – dit om te voorkomen dat de kabel onder zijn eigen gewicht zou breken. De Gutta Percha Company verkreeg de opdracht om de geïsoleerde kabelkern te maken terwijl twee andere Engelse bedrijven Glass, Elliot & Co uit Greenwich en R.S. Newell & Co uit Liverpool het contract deelden om de kabel te voorzien van de pantsering.
De eerste poging in 1857 liep uit op een grote mislukking. De regeringen van zowel Groot-Brittannië als de Verenigde Staten stelden voor het project elk een marineschip ter beschikking, de HMS Agamemnon en het stoomfregat USS Niagara. Beide schepen werden van hun bewapening ontdaan en omgebouwd tot kabellegschip met in het scheepsruim voldoende ruimte voor kilometers telegraafkabel. Op 5 augustus 1857 werd begonnen op het witte strand nabij Ballycarbery Castle, aan de zuidwestkust van Ierland. De kabel brak op de allereerste dag, maar kon weer opgevist en gerepareerd worden. Boven het telegraafplateau, 3200 meter diep, brak hij opnieuw. Alle pogingen om de kabel weer aan boord te halen mislukten, waarna besloten werd om de werkzaamheden een jaar uit te stellen.
De zomer daarop werd, na proefdraaien in de Golf van Biskaje met de Agamemnon en de Niagara een nieuwe poging ondernomen. Ditmaal zouden de schepen midden op de oceaan beginnen, om daarna elk een andere kant uit te varen; de Agamemnon oostwaarts richting het Ierse eiland Valentia en de Niagara westwaarts richting Newfoundland. Op 26 juni 1858 werden de twee uiteinden onderling met elkaar verbonden en werd de kabel afgezonken. Opnieuw brak de kabel, de eerste keer na minder dan 5,5 km, vervolgens op 100 km en een derde maal nadat ongeveer 370 km was gelegd.
De expeditie keerde terug naar Queenstown en voer op 17 juli opnieuw uit. De kabels werden verbonden op 29 juli 1858. Ditmaal verliep het leggen voorspoedig. De Niagara kwam op 4 augustus aan in de Trinity Bay van Newfoundland en de volgende morgen arriveerde de Agamemnon bij Valentia, waarna de beide uiteinden van de kabel aangesloten werden op de bestaande landlijnen. De trans-Atlantische verbinding was een feit geworden.

### Eerste contact

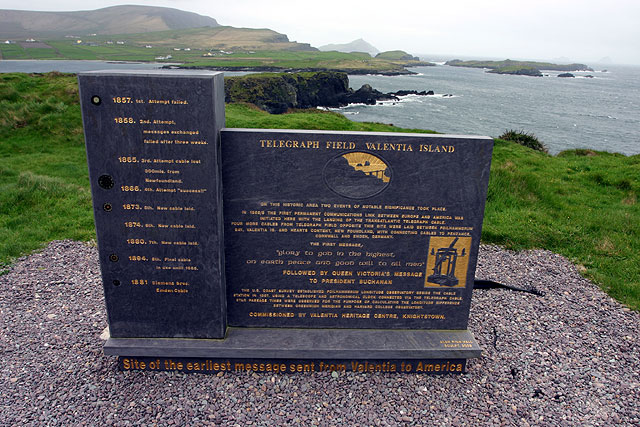
Herdenkingssteen op het Ierse eiland Valentia

Op 16 augustus verstuurde koningin Victoria een officieel felicitatietelegram naar de Amerikaanse president James Buchanan waarin ze de hoop uitsprak op "een extra verbintenis tussen de twee naties wier vriendschap is gegrondvest op hun gezamenlijke belangen en wederzijdse waarden". De president antwoordde met: "Deze triomf is des te groter omdat hij vele mensen meer ten goede komt dan een overwinning op het slagveld. Moge de Atlantische telegraaf, onder de zegen van de hemel, een symbool zijn van eeuwige vrede en vriendschap tussen onze verwante naties, en een instrument, ons door de Goddelijke Voorzienigheid geschonken om religie, beschaving, vrijheid en wettelijkheid over de gehele wereld te verspreiden."
Deze berichten stonden symbool voor een uitbarsting van enthousiasme. De volgende morgen klonk een eresaluut van 100 kanonschoten in New York, de straten waren versierd, de kerkklokken luidden en 's avonds was de stad feestelijk verlicht. De Atlantische kabel was het onderwerp van ontelbare preken en er werden vele hoogdravende gedichten over geschreven. De vreugde was echter maar van korte duur.

### Teleurstelling in grote ideeën
Kort na de ingebruikname begon de kabel te storen, en hij viel op de vreemdste momenten uit om in september 1858 definitief de geest te geven. De reactie op dit nieuws was overweldigend en divers. Sommige kranten schreven dat de verbinding één groot verzinsel was geweest, andere verkondigden dat het speculatie was van de effectenhandel.
Field daarentegen was niet afgeschrikt door deze mislukking en stond alweer klaar om het werk te hervatten. Maar het publiek had alle vertrouwen in hem verloren en zijn pogingen om in het bedrijf nieuw leven te blazen waren tevergeefs. 
De Britse regering stelde een parlementair onderzoek in, waarvan de uitslag in 1861 was dat Whitehouse als enige schuldig was aan het debacle. Om de communicatiesnelheid op te voeren had hij de spanning steeds hoger opgevoerd totdat bij 2000 volt de kabelisolatie van guttapercha wegsmolt en de kabel onherstelbaar beschadigd raakte.

## Telegraafkabel van 1866
Pas nadat er een einde was gekomen aan de Amerikaanse Burgeroorlog kreeg Field in 1864 opnieuw een kans om zijn plannen te verwezenlijken. Met de hulp van Thomas Brassey en John Pender slaagde hij erin om voldoende kapitaal bijeen te brengen. De bedrijven die eerder in 1857 de eerste kabel hadden gemaakt, Glass, Elliot & Co en de Gutta Percha Company werden samengevoegd tot de Telegraph Construction and Maintenance Company voor de fabricage van de nieuwe kabel. Verder lukte het Field om de oorspronkelijke 'kabelmannen' weer bijeen te brengen, waaronder Bright en professor Thomson, die met een nieuwe vinding kwam, de spiegelgalvanometer. De Britse ingenieur Cromwell Fleetwood Varley verving Whitehouse als hoofd-elektrotechniek.
In de tussentijd was er veel meer ervaring opgedaan met diepzeekabels. Zo waren er lange kabels aangelegd in het Middellandse Zeegebied en door de Rode Zee. Met de hierbij opgedane kennis en ervaring werd een verbeterde kabel ontworpen. De kern van de kabel bestond ditmaal uit zeven ineengedraaide strengen van zeer zuiver koperdraad met een gewicht van 73 kg/km. Een bekleding met Chatterton's compound met daar overheen vier lagen guttapercha, afgewisseld met vier dunne lagen van de compound, leverde een gewicht aan isolatie op van 98 kg/km. De kern werd bedekt met hennep voorzien van een conserveringsmiddel en om de hennep waren spiraalsgewijs achttien draden aangebracht van zacht ijzer, elk voorzien van fijne draden manillagaren doordrenkt met een conserveringsmiddel. Het totale gewicht van de nieuwe kabel bedroeg 980 kg/km, bijna tweemaal het gewicht van de kabel uit 1858.

### The Great Eastern

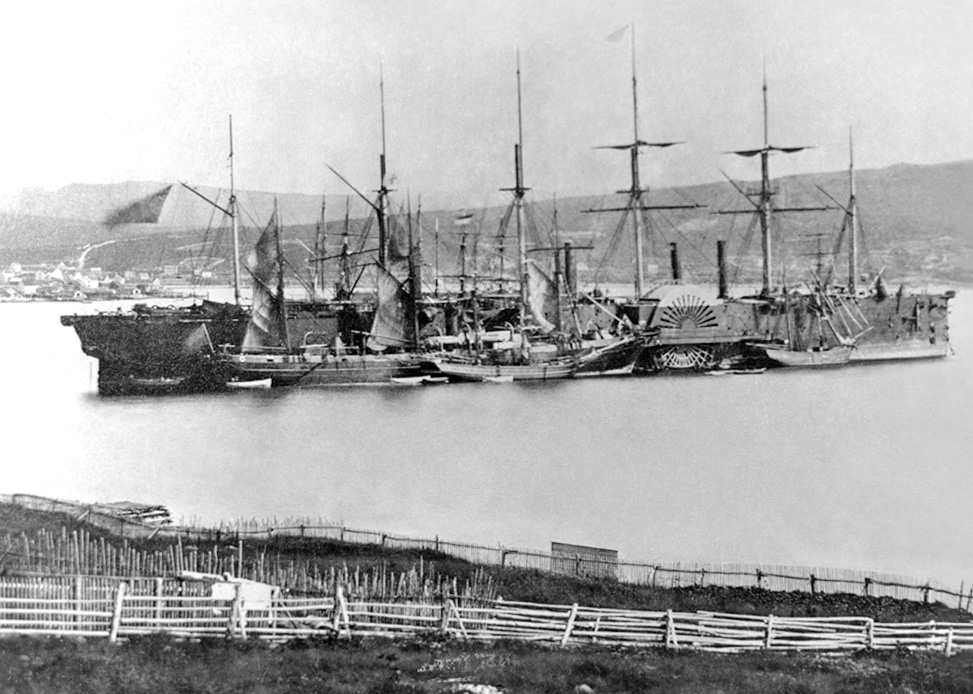
SS Great Eastern (1866)

In plaats van door twee schepen werd de nieuwe trans-Atlantische telegraafkabel gelegd door één schip, het 211 meter lange stoomschip Great Eastern. Dit als luxe passagiersschip mislukte vaartuig was het enige schip met voldoende ruimgrootte om de 4260 kilometer lange kabel te herbergen. Het schip werd er speciaal voor omgebouwd.
Op 15 juli 1865 vertrok de Great Eastern richting Foilhommerum Bay op het Ierse eiland Valentia, waar – met veel officiële feestelijkheden – het eerste gedeelte naar de kust werd gelegd door de Caroline. De eerste pogingen om de kabel te leggen mislukten. Op 31 juli, nadat ruim 1968 kilometer kabel was gelegd, knapte de kabel vlak voor de boeg van het schip en verdween in de diepte van de oceaan. Ondanks meerdere pogingen lukte het niet meer om de kabel op te dreggen, waarop de Great Eastern onverrichter zake moest terugkeren naar Engeland.
Naast een nieuwe aandelenuitgifte richtte Field een nieuw bedrijf op voor het leggen van een nieuwe kabel, de Anglo-American Telegraph Company. Op 13 juli 1866 vertrok de Great Eastern nogmaals, ditmaal zonder de feestelijkheden van een jaar geleden. Ondanks problemen met het weer kwam de expeditie op de avond van vrijdag 27 juli in een dichte mist aan bij de ingang van Trinity Bay, bij het kleine vissersdorpje Heart's Content, Newfoundland. Het laatste gedeelte naar de kust werd gelegd door de Medaway. Felicitaties stroomden binnen en opnieuw werden er gelukstelegrammen verstuurd tussen koningin Victoria en de president van de Verenigde Staten.

### Hernieuwde poging

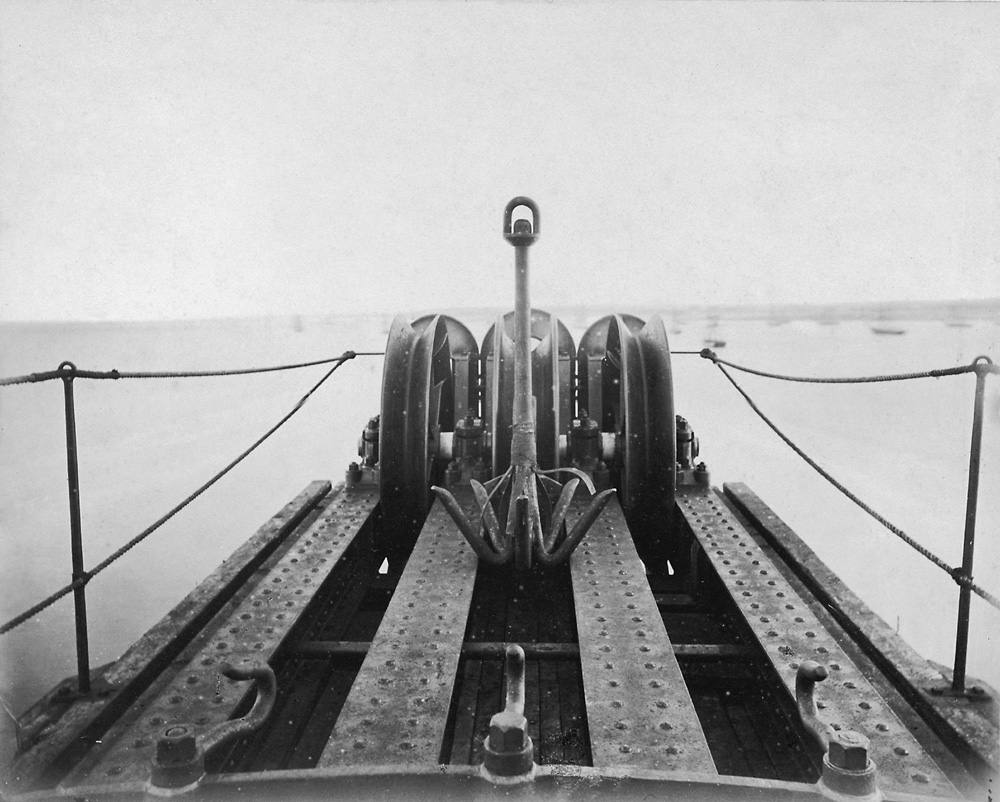
Dreganker aan boord van de Great Eastern

Op 9 augustus voer de Great Eastern uit met het doel om de verloren kabel van 1865 op te vissen en deze te complementeren naar Newfoundland. De bemanning was vastbesloten hem te vinden, hoewel sommigen dachten dat onmogelijk was om een kabel op vier kilometer diepte terug te vinden – het was zoeken naar een speld in een hooiberg.
Dagenlang voer de Great Eastern langzaam kris kras heen en weer over de Atlantische Oceaan, 'vissend' naar de verloren kabel met een dreganker aan het uiteinde van een stevige kabel. Plotseling werd de kabel toch 'aan de haak geslagen' en naar de oppervlakte gebracht. Maar terwijl de bemanning nog stond te juichen gleed de kabel van het dreganker en verdween in de diepte. Pas twee weken later werd de kabel opnieuw opgevist waarna het nog eens 26 uur duurde voordat hij veilig aan boord van de Great Eastern lag.
De kabel werd naar de elektriciteitsruimte gebracht waar werd geconcludeerd dat hij nog steeds bruikbaar was. Vervolgens werd hij verbonden aan de overgebleven kabel in het ruim van het schip, waarna koers werd gezet naar Heart's Content, Newfoundland. Op zaterdag 7 september kwam het schip aan. Vanaf dat moment lagen er twee werkende telegraafkabels op de bodem van de Atlantische Oceaan.
Aanvullende kabels tussen Foilhommerum and Heart's Content werden gelegd in 1873, 1874, 1880 en 1894. Aan het eind van de negentiende eeuw vormden kabels tussen de Europese landen onderling en tussen Europa en Noord-Amerika een wereldwijd netwerk van telegrafiecommunicatie. In 1956 werd de eerste trans-Atlantische telefoonkabel (TAT-1) gelegd, een coaxiale kabel met polyethyleen als isolatiemateriaal en in-lijn-versterkers op basis van vacuümbuizen.

## Communicatiesnelheid
Telegrafieberichten werden verzonden door middel van morsecode, bestaande uit een reeks van punten en strepen. Bij de kabel van 1858 was de ontvangst zeer slecht; het duurde bijna twee minuten om slechts één karakter te verzenden, wat ongeveer 0,1 woord per minuut opleverde. Het eerste, 98 woorden tellende bericht over de kabel van 1858 nam daarom bijna 16 uur in beslag om te verzenden. Het antwoord ging sneller, 150 woorden in 10 uur.
Ten tijde van de kabel van 1866 waren zowel de kabelfabricage als de zend- en ontvangstapparatuur aanzienlijk verbeterd. Met de nieuwe kabel kon men 8 woorden per minuut verzenden – weliswaar meer dan 50 keer zo snel als in 1858, maar nog vele malen langzamer dan bij landlijnen gebruikelijk was. De oorzaak hiervan werd door zowel Oliver Heaviside als later ook door Michael Pupin ontdekt: een onbalans tussen de capacitieve en de inductieve impedantie van de kabel. De oplossing was het op gelijke afstanden toevoegen van smoorspoelen (ook wel pupin-spoelen genoemd) in serie met de kabeladers of – wat bij zeekabels gebruikelijk werd – het toevoegen van een Krarup-band met een hoge magnetische permeabiliteit.
Het zou echter tot de twintigste eeuw duren voordat de zendsnelheid van telegramberichten de 120 woorden per minuut zou bereiken.

## In de literatuur
- De roman "Signal & Noise" (Nederlandse vertaling: Signaal en Ruis) uit 2003 van John Griesemer vertelt een fictief verhaal rondom het project inclusief de vele incidenten die destijds werkelijk plaatsvonden.
- De kabel is een van de vele onderwatermijlpalen die bezocht wordt door de Nautilus in Jules Vernes "Twintigduizend mijlen onder zee".